# Danny Keogh
Danny Keogh (* 3. März 1948 in Kampala, Uganda; † 23. Juli 2019 in Südafrika) war ein südafrikanischer Theater- und Filmschauspieler.

## Leben
Keogh wurde in Kampala, der Hauptstadt Ugandas, geboren. Nach ersten Schritten im Schauspiel auf verschiedenen Bühnen debütierte er 1977 in Rendezvous mit dem Tod als Filmschauspieler. Er ist Gründungsmitglied des Market Theatre in Johannesburg, Südafrika. Keogh wirkte in mehreren nationalen und internationalen Film- und Fernsehproduktionen.
Er war mit der Schauspielerin Michele Burgers verheiratet. Der Schauspieler Tyrone Keogh ist ihr Sohn. Er starb 2019 im Alter von 71 Jahren in Südafrika.

## Filmografie
- 1977: Rendezvous mit dem Tod (Golden Rendezvous)
- 1978: Someone Like You
- 1978: Witblits & Peach Brandy
- 1978: The Fifth Season
- 1980: The Story of an African Farm (Fernsehserie)
- 1980: Bye Bye Booysens (Fernsehfilm)
- 1980: April 1980
- 1981: Westgate (Fernsehserie)
- 1982: Good Climate, Friendly Inhabitants (Fernsehfilm)
- 1985: Galery (Fernsehfilm)
- 1985: Donkerhoek (Fernsehfilm)
- 1986: Die Mannheim-Sage (Fernsehserie)
- 1986: Playing with Fire (Fernsehfilm)
- 1986: Blind Justice (Fernsehfilm)
- 1987: Shot Down
- 1987: The Mantis Project (Fernsehfilm)
- 1987: 'n Wêreld Sonder Grense
- 1988: Dark Justice
- 1989: Die Reise nach Tarzania (Options)
- 1989: Kill Slade
- 1989: Jobman
- 1989: Wild Zone
- 1989: Forced Alliance
- 1990: The Sandgrass People
- 1990: Die Mördergrube (Sweet Murder)
- 1990: African Express
- 1990: The Schoolmaster
- 1990: A.W.O.L.
- 1990: Mörderische Hitze (The Rutanga Tapes)
- 1991: Meester (Fernsehserie)
- 1992: To the Death
- 1993: Tropical Heat (Sweating Bullets) (Fernsehserie, Episode 3x28)
- 1993: Daisy de Melker (Fernsehfilm)
- 1994: MMG Engineers (Fernsehserie)
- 1994: Shadowchaser 2 (Project Shadowchaser II)
- 1994: Marie s'en va t-en guerre (Fernsehfilm)
- 1994: Kalahari Harry
- 1995: Sleurstroom (Fernsehserie)
- 1995: The Mangler
- 1995: Hearts & Minds
- 1995: Tales of Mystery and Imagination (Fernsehserie, Episode 1x10)
- 1995: Achtung: Streng geheim! (Mission Top Secret) (Fernsehserie, Episode 2x04)
- 1996: Tarzan – Die Rückkehr (Tarzan: The Epic Adventures) (Fernsehserie, Episode 1x06)
- 1996: Rhodes (Mini-Serie, 4 Episoden)
- 1997: Jump the Gun
- 1997: Operation Delta Force 2: Mayday (Fernsehfilm)
- 1997: Kap der Rache (Fernsehfilm)
- 1997: Das Geheimnis der verborgenen Stadt (Legend of the Hidden City) (Fernsehserie, Episode 1x39)
- 1998: Sindbads Abenteuer (The Adventures of Sinbad) (Fernsehserie, Episode 2x20)
- 1998: Operation Delta Force III
- 1998: Gegen den Wind (Fernsehserie, Episode 4x03)
- 1999: Die Profis – Die nächste Generation (CI5: The New Professionals) (Fernsehserie, Episode 1x03)
- 1999: From Dusk Till Dawn 3 – The Hangman’s Daughter
- 1999: Der Pirat aus der Vergangenheit (Pirates of the Plain)
- 1999: Die Spesenritter (Fernsehfilm)
- 2000: Die Wüstenrose (Fernsehfilm)
- 2000: Falling Rocks
- 2000: Ed Gein
- 2000: Shark Attack 2
- 2001: Pure Blood
- 2001: Malunde
- 2002: The Swap (Fernsehfilm)
- 2002: Inja (Kurzfilm)
- 2002: Slash
- 2002: The Piano Player
- 2002: Borderline – Unter Mordverdacht (Borderline) (Fernsehfilm)
- 2002: Pavement (Fernsehfilm)
- 2003: Execution TV
- 2003: Consequence
- 2003: Mosaik eines Mordes (Dissonances)
- 2004: 12 Days of Terror (Fernsehfilm)
- 2004: Wake of Death
- 2004: Quatermain und der Schatz des König Salomon (King Solomon’s Mines) (Fernsehfilm)
- 2005: Known Gods (Fernsehserie)
- 2005: Der Poseidon-Anschlag (The Poseidon Adventure) (Fernsehfilm)
- 2005: Eiland (Fernsehfilm)
- 2005: Charlie Jade (Fernsehserie, 21 Episoden)
- 2006: Ein Familienschreck kommt selten allein (Fernsehfilm)
- 2006: Opération Rainbow Warrior (Fernsehfilm)
- 2007: Cross Line (Kurzfilm)
- 2007: Goodbye Bafana
- 2007: Das zweite Leben – Dr. Barnard und die erste Herztransplantation (To Be First) (Fernsehfilm)
- 2008: Starship Troopers 3: Marauder
- 2008: Der Bibelcode
- 2008: Skin – Schrei nach Gerechtigkeit (Skin)
- 2008: The Devil's Whore (Mini-Serie, Episode 1x01)
- 2008: Crusoe (Fernsehserie, 2 Episoden)
- 2009: Tornado and the Kalahari Horse Whisperer
- 2009: Invictus – Unbezwungen (Invictus)
- 2010: 'Master Harold' ... And the Boys
- 2010: Lost Future – Kampf um die Zukunft (The Lost Future) (Fernsehfilm)
- 2010: Death Race 2
- 2011: Laconia (Mini-Serie, Episode 1x02)
- 2011: Waterfront (Fernsehfilm)
- 2011: Mister Bob (Fernsehfilm)
- 2012: Das verlorene Labyrinth (Labyrinth) (Fernsehfilm)
- 2012: Wildes Herz Afrika
- 2013: Der Flug der Störche (Flight of the Storks) (Mini-Serie, 2 Episoden)
- 2013: The Challenger
- 2013: Zulu
- 2013: Durban Poison
- 2014: The Salvation – Spur der Vergeltung (The Salvation)
- 2014: Kite – Engel der Rache (Kite)
- 2014: Dominion (Fernsehserie, 3 Episoden)
- 2014: Northmen – A Viking Saga
- 2015: Black Sails (Fernsehserie, 3 Episoden)
- 2015: Super-Dad (Fernsehfilm)
- 2015: Saints & Strangers (Fernsehserie, Episode 1x01)
- 2016: Of Kings and Prophets (Fernsehserie, 2 Episoden)
- 2016: To Kill a Man – Kein Weg zurück (Detour)
- 2016: Cape Town (Mini-Serie, 5 Episoden)
- 2016: Jadotville
- 2016: Dora's Peace
- 2016: Call the Midwife – Ruf des Lebens (Call the Midwife) (Fernsehserie)
- 2017: Blood Drive (Fernsehserie, 2 Episoden)
- 2017: The Forgiven – Ohne Vergebung gibt es keine Zukunft (The Forgiven)
- 2018: Troja – Untergang einer Stadt (Troy: Fall of a City) (Fernsehserie, 4 Episoden)
- 2018: Tremors 6 – Ein kalter Tag in der Hölle (Tremors: A Cold Day in Hell)
- 2018: Die Stropers
- 2018: Ice (Fernsehserie, 3 Episoden)
- 2019: The Red Sea Diving Resort